# Huis Bonck
Huis Bonck (ook Huis anno 1624) is een 17e-eeuws koopmanshuis in de Noord-Hollandse gemeente Hoorn. De woning is gebouwd in 1624 en heeft sindsdien verschillende functies gehad. De woning bevindt zich naast de Kamer van de WIC in het Noorderkwartier aan de Binnenluiendijk, uitkijkend over de Vluchthaven en achterliggend over de Karperkuil, waar scheepswerven waren gevestigd . Het huis is sinds 1965 een rijksmonument en is in 1998 in eigendom gekomen van Vereniging Hendrick de Keyser. Deze vereniging heeft de woning sinds 2018 opengesteld als museumhuis.

## Bouwstijl en indeling
De woning is gebouwd met houtskelet met muurstijlen, korbelen, sleutelstukken, moer- en kinderbinten. De indeling en interieurafwerking zijn voor een groot gedeelte behouden gebleven, wat vrij zeldzaam is voor dergelijke huizen. Vloeren, stookplaatsen, betimmeringen, een spiltrap en een insteekkamer zijn nog oorspronkelijk.
De begane grond is vijf meter hoog en heeft een nog originele voorpui met glasruiten. De insteekkamer is een hangende kamer in de voorkamer met de spiltrap te bereiken. Langs de achterkamer loopt een houten scheidingswand waardoor een gang naar de achterdeur geconstrueerd is. De eerste verdieping heeft aan de voorzijde een zolderluik geflankeerd door twee vensters.
De voorkamer met uitzicht over de haven deed oorspronkelijk dienst als directeurskamer. Goederen werden opgeslagen op de eerste verdieping en de zolder. De achterkamer deed dienst als woonkamer en bevat een bedstee. In Hoorn was het vaak zo dat alleen de begane grond van een pand dienst deed als woning, bovengelegen verdieping(en) werden dan gebruikt voor opslag van goederen.

## Geschiedenis

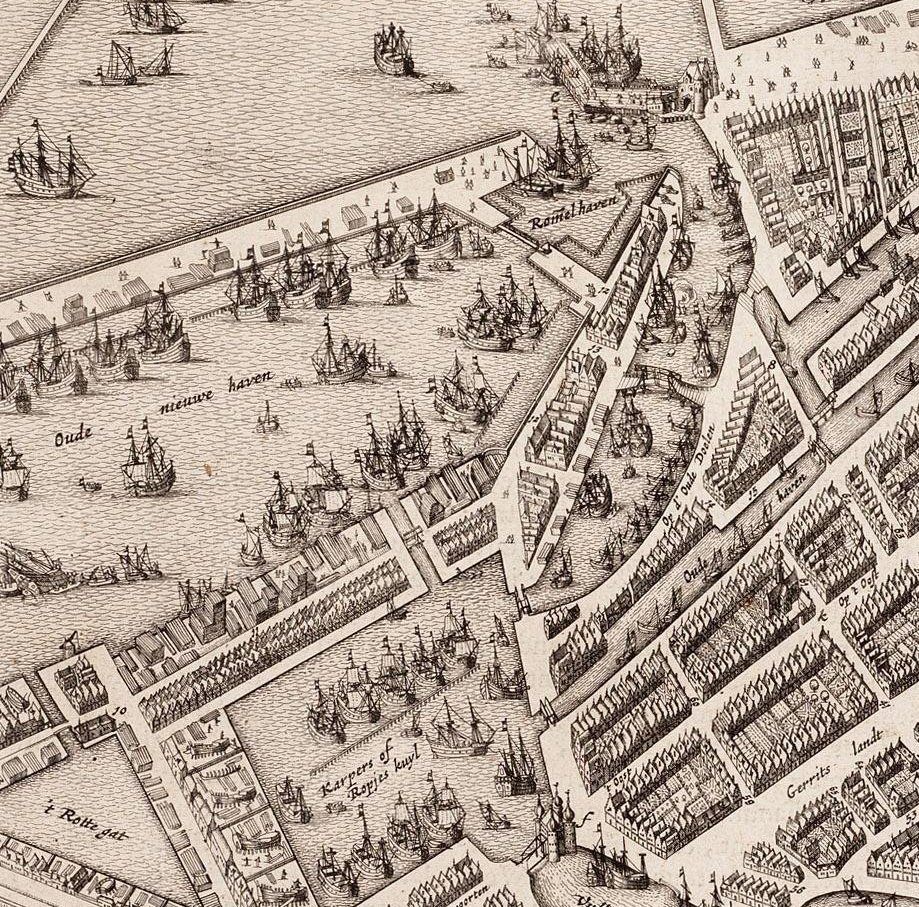
De woning tussen de Karperkuil en vluchthaven op een kaart van Hoorn door Johannes Blaeu uit 1649

De woning is gebouwd in 1624 voor de handelaar Bonck Frederiksz die in 1622 het perceel had aangekocht. In 1723 is het huis in eigendom van koopman Willem Bel en zijn familie. In 1779 was het huis eigendom van de Vaderlandsche Maatschappij van Rederij en Koophandel ter Liefde van het Gemeenbest die hier als arbeidsverschaffing een linnenweverij vestigde. In 1857 werd de woning verkocht aan een kaashandelaar. Deze besloot vanwege achterstallig onderhoud het dak te vervangen waarbij de trapgevel plaatsmaakte voor een lijstgevel.
In 1902 was de woning in gebruik als een stadsboerderij. In de kelder was een koeienstal, op de begane grond werd gekarnd en de bovenverdiepingen dienden als hooizolder. In 1922 kwam het in handen van Jan Schultink, een HBS-docent Nederlands die het pand wilde behouden en poogde er een kunstschilderscentrum op te richten.
In 1939 zag de kunstgeschiedenisstudent John de Visser (1916-2007) uit Bloemendaal een advertentie staan in De Telegraaf en kocht het pand met als doel de woning als monument te behouden. Om deze reden gaf de vorige eigenaar Schultink in 1940 verschillende schilderijen en voorwerpen om in het huis te tonen. In 1941 opende "Huys 1624" als oudheidkundig museum. In 1946 is door architect Ferdinand Jantzen de achtergevel gerestaureerd. In 1951 is de gehele woning gerestaureerd met behoud van de 17e-eeuwse details door Elias Canneman, hoofdarchitect bij de Rijksdienst voor de Monumentenzorg. In de woning werd door zijn echtgenote Pientje de Visser-Wiegand een collectie antieke kostuums en westfries kant geexposeerd en in de kelder archeologische vondsten. Het museum was drie dagen in de week geopend en trok jaarlijks 1000 bezoekers. De woning was aangevuld met meubilair en tegels passend bij de tijdsperiode van het huis en Hoorn.
De Visser was tevens van 1968 tot 1977 voorzitter van de historische vereniging Oud Hoorn en bestuurslid van het Westfries Museum In 1998 heeft De Visser de woning aan vereniging De Keyser geschonken op voorwaarde dat hij er kon blijven wonen. Na zijn overlijden in 2007 is de woning overgenomen en in 2010 verder teruggebracht in de oorspronkelijke indeling. Er is aandacht besteed aan de bestrijding van de bonte knaagkever in het houtwerk.
In 2017 zijn de bedsteden en de gangwand gereconstrueerd met gewaterd kwartiergezaagd eikenhout. Ook is de insteekkamer weer vrij komen te hangen.

## Museum "Huys 1624"

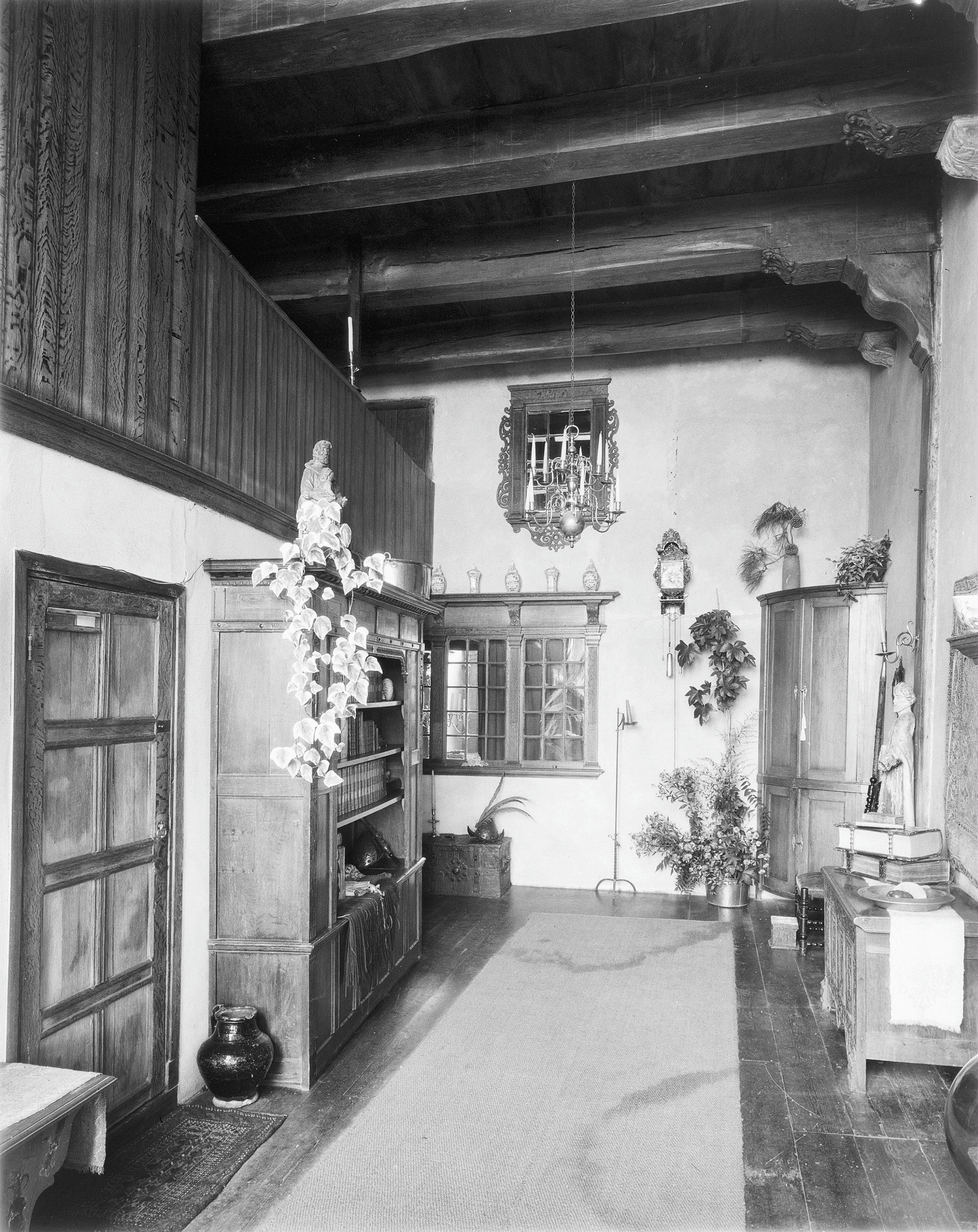
voorkamer met de insteekkamer nog voorzien van een wand eronder, 1951
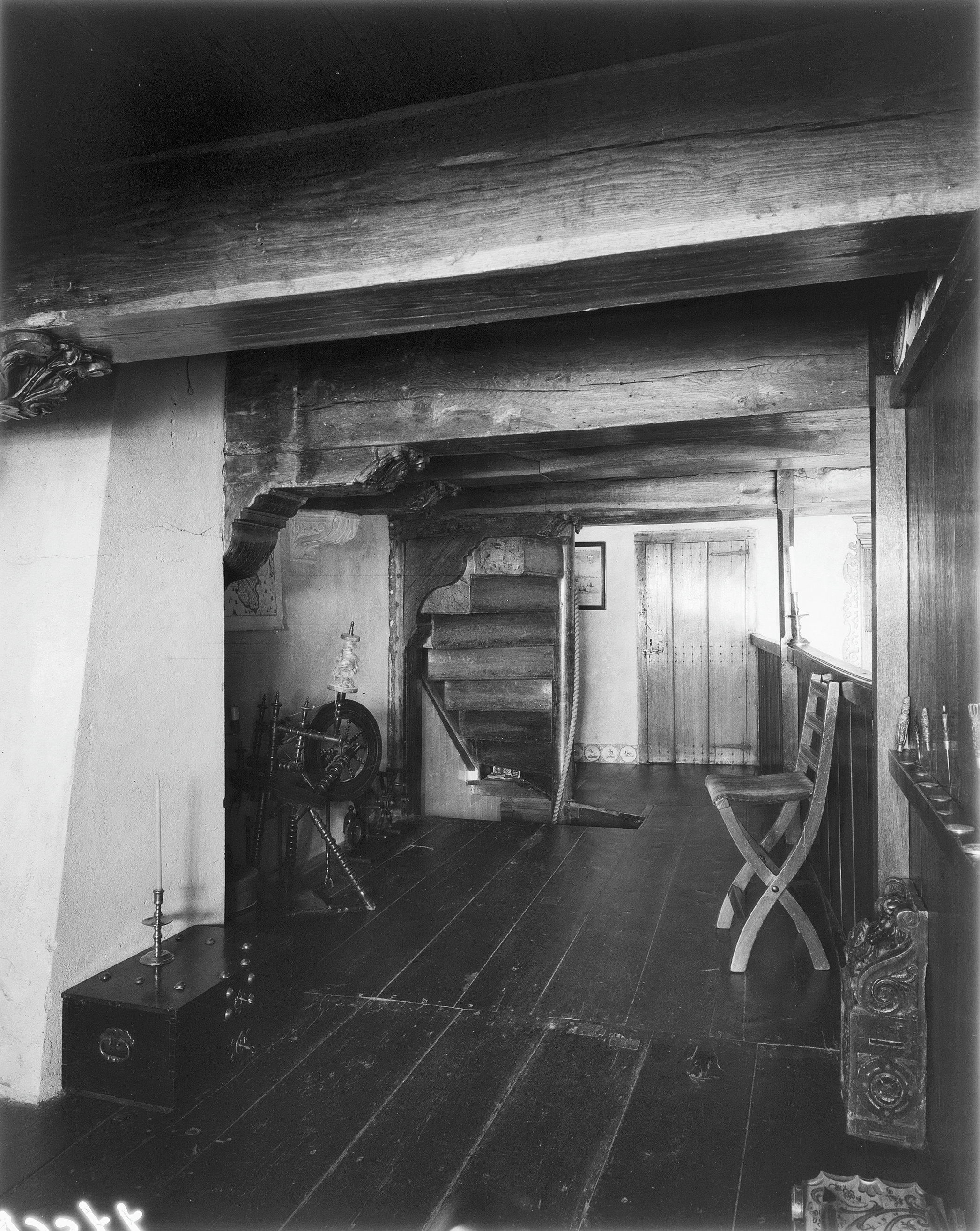
insteekkamer, 1951
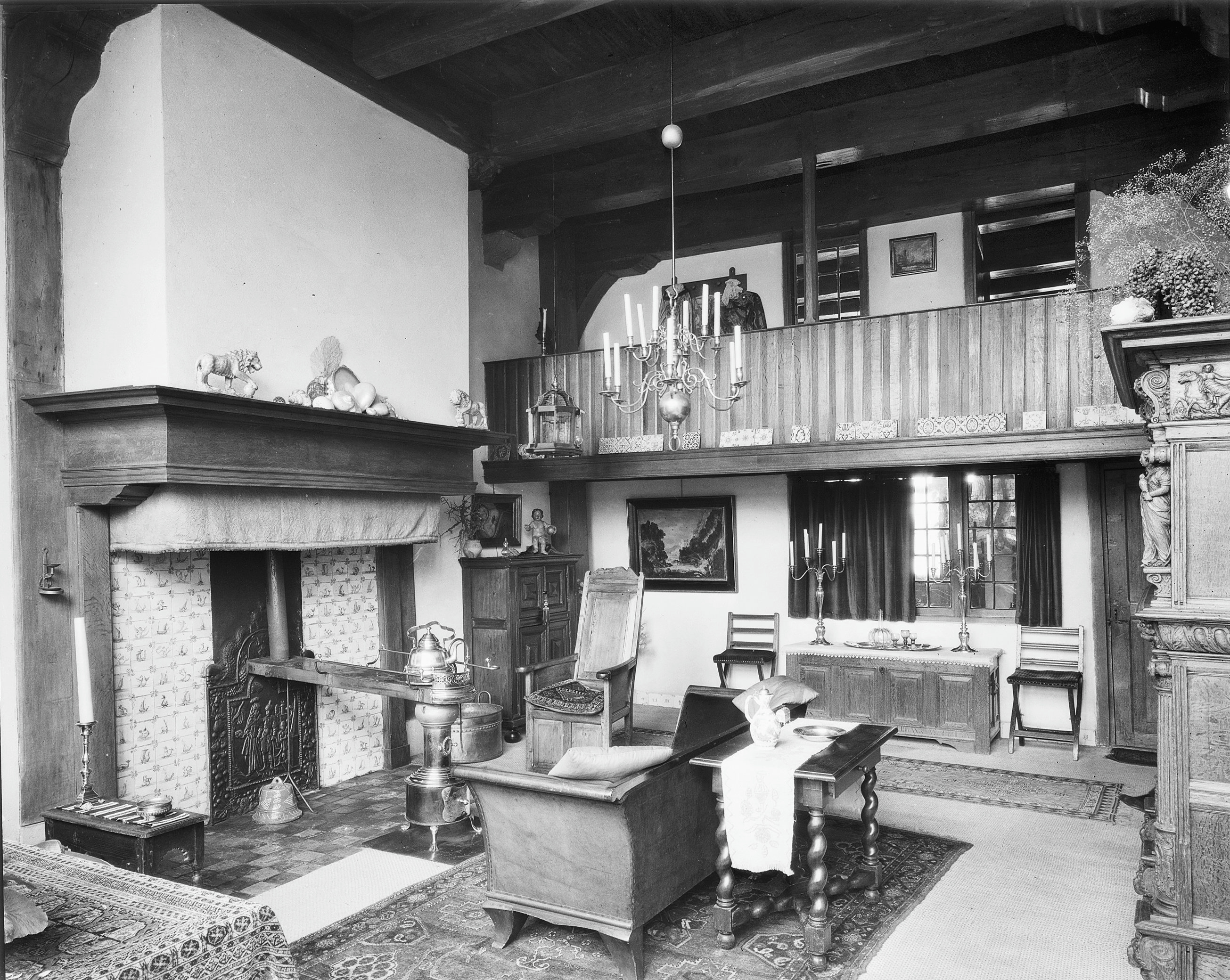
achterkamer, 1955